# Cedramán
Cedramán es un población de la provincia de Castellón, en la Comunidad Valenciana, España. Se encuentra bajo la mirada del Pico Peñagolosa que con sus 1813 metros sobre el nivel del mar se convierte en la máxima altura de la provincia de Castellón.
Está integrada en el municipio del Castillo de Villamalefa (en la comarca del Alto Mijares). Está situada a 615 m de altitud protegida por el monte Blanco, la Peña Parda, la Moleta, la Silleta, la Cadena, la Rocha. 50 kilómetros separan a Cedramán de Castellón y 6 km del Castillo de Villamalefa.

## El clima
Su clima es seco, frío, fresco y saludable. Los vientos más abundantes son del SE y NO; las lluvias suelen predominar en primavera y otoño. Por todas partes nacen fuentes de cristalinas aguas. Los vecinos utilizan las aguas de dos fuentes muy cercanas a las casas y para el regadío el agua del "Nacimiento de la Cimorreta".

## Producciones
El secano es uno de los principales cultivos (olivos, almendros y vid). También tiene zona de regadío al lado del río y en las proximidades del pueblo, cultivándose patatas, hortalizas y árboles frutales (manzanos, perales, cerezos). En la ganadería, han llegado a funcionar dos granjas porcinas; además de cabras, ovejas y otros animales domésticos. Hoy muy pocos tienen gallinas y conejos para el consumo familiar. Y también tienen burros.

## Naturaleza
La superficie, como en el resto del Castillo de Villamalefa y de la comarca, es muy montañosa; un terreno escabroso, quebrado, arcilloso, ferruginoso y arenisco, del que destaca el arisco "Estrecho la Marecilla". Lugar éste que separado por el río Villahermosa forma una zona de acantilados de gran valor paisajístico.
Entre las breñas de sus montes abundan las especies faunísticas como: perdiz, conejo, tordo, paloma torcaz, jabalí, águila perdicera, cabra hispánica, zorros...
Por las laderas de los montes trepan los pinos y abundan las viñas, higueras y el monte bajo. También son numerosas las cuevas (como la Cueva la Marecilla de 163 m de recorrido y 60 m de profundidad), así como las minas de galena y plomo que antaño fueron explotadas y que en tiempos de la Guerra Civil sirvieron de refugio a los vecinos.
En el tramo de río que pasa por Cedramán se practica anualmente la pesca deportiva de trucha. Y es uno de los pocos ríos que conservan la trucha autóctona.
En la fauna suelen abundar pinos y otros muchos árboles y arbustos típicos de la zona. En cuanto a flores, la más abundante es el lirio morado.
- Datos: Q8343322
- Multimedia: Cedramán / Q8343322